# Der verschlossene Raum
Der verschlossene Raum (Originaltitel: The Hollow Man oder The Three Coffins) ist ein im Jahr 1935 veröffentlichter Kriminalroman von John Dickson Carr. Insbesondere das 17. Kapitel des Romans, in dem der Ermittler Dr. Fell einen Vortrag über den verschlossenen Raum in der Kriminalliteratur hält, wird oft im Zusammenhang mit diesem Untergenre der Kriminalliteratur zitiert.
Der verschlossene Raum ist das 6. Buch der Dr.-Gideon-Fell-Reihe.

## Handlung
Professor Charles Grimaud wird in einem Pub von einem Mann, der sich als Illusionist Pierre Fley vorstellt, bedroht. Er erklärt, sein Bruder trachte Grimaud nach dem Leben. Grimaud verflucht den Besucher und fordert ihn auf, seinen Bruder zu schicken.
Drei Tage später wird ein maskierter Besucher von Grimauds Haushälterin, Ernestine Dumont, in dessen Arbeitszimmer geführt. Stuart Mills, Grimauds Sekretär, beobachtet, wie Grimaud den Fremden hineinlässt. Als er einen Schuss aus dem Arbeitszimmer hört, ruft er die Polizei. Diese bricht die verschlossene Tür auf und findet Grimaud schwer verletzt vor. Von dem Fremden oder der Tatwaffe fehlt jede Spur. Bevor er in der Klinik verstirbt, erklärt Grimaud, dass besagter Bruder ihn getötet habe.
Wenige Minuten später wird Pierre Fley erschossen auf offener Straße aufgefunden. Seine Verletzung weist darauf hin, dass er aus nächster Nähe erschossen wurde; Zeugen haben eine Stimme „Die zweite Kugel ist für dich!“ rufen hören, der Schnee um Fley herum ist jedoch gänzlich unberührt.
Dr. Fell findet heraus, dass Grimaud in Wahrheit Károly Grimaud Horváth hieß, in Transsilvanien mit seinen zwei Brüdern wegen eines Raubes im Gefängnis saß und durch einen vorgetäuschten Tod entkam, seine Brüder jedoch zum Sterben zurückließ. Bei einem dieser Brüder handelte es sich um Pierre Fley. Es scheint, als habe der dritte Bruder beide ermordet. Eine Nachricht aus Transsilvanien klärt jedoch auf, dass der dritte Bruder verstarb und nur Fley und Grimaud überlebten.
Schließlich enthüllt Fell, dass Grimaud aufgrund seiner Vergangenheit von seinem Bruder Fley erpresst wurde und daher den Plan fasste, diesen zu töten. Am Abend der Tat schlich Grimaud sich aus dem Haus, gelangte über das Dach in Fleys Wohnung und ließ ihn dort, angeschossen und in dem Glauben, ihn getötet zu haben, zurück. Fley schleppte sich jedoch tödlich verwundet auf die Straße. Als er Grimaud in der Tür des Hauses stehen sah, schoss er auf ihn mit den Worten „Die zweite Kugel ist für dich!“ und starb dann an seinen Verletzungen.
Der verwundete Grimaud zog sich anschließend Mantel und Maske an und wurde von seiner Komplizin, der Haushälterin Dumont, ins Haus gelassen. Mithilfe eines hinter der Tür platzierten Spiegels ließ er es für seinen Sekretär so aussehen, als öffne er dem Besucher die Tür und lasse ihn hinein. Den Mantel und die Maske verbrannte er im Kamin, versteckte den Spiegel im Abzug des Kamins und zündete dort einen Feuerwerkskörper, bevor er an der Anstrengung verstarb.
Dr. Fell führt weiter aus, dass beide Verbrechen einzig durch Zufall unmöglich schienen – eine Uhr, die neben Fleys Leiche in einem Schaufenster sichtbar war, ging vor, wodurch der Eindruck entstand, Fley sei erst nach Grimaud erschossen worden. Ferner fiel frischer Schnee, sodass Grimauds Plan, Fleys Flucht durch das Fenster vorzutäuschen, fehlschlug. Ernestine Dumont, die Grimaud liebte, bestätigt diese Aussagen, bevor sie sich das Leben nimmt.

## Auszeichnungen
- Das Buch erreichte Platz 40 auf der Liste The Top 100 Crime Novels of All Time, herausgegeben von der UK Crime Writers’ Association[1]
- 2014 wurde der Roman auf einer Top-Ten-Liste des Guardian als The best locked room mystery of all time auf Platz 1 gesetzt.[2]

## Ausgaben
- The Hollow Man/The Three Coffins. London: Hamisch Hamilton; New York: Harper 1935.

deutsche Übersetzungen
- Der Unsichtbare. Aus dem Amerik. von Alexandra Brun. Bern: Scherz 1953.
- Der Unsichtbare. Aus dem Amerik. von Alexandra Brun. Frankfurt/M.: Ullstein 1966. (Ullstein Taschenbuch).
- Der verschlossene Raum, Übers. Hans Bangerter. 1993. (Dumonts Kriminal Bibliothek.) ISBN 978-3-77015389-3